# Ernst et C°
Pour les articles homonymes, voir Ernst.
Ernst et C° est un constructeur automobile français.

## Production
L’entreprise basée à Paris a commencé à produire des automobiles en 1899. Le nom de la marque était Ernst. L’usine était située au 13 Rue Laffitte. Le premier véhicule de 1899 était un tricycle. Une voiturette avec le même moteur d’E.T.B que dans le tricycle de 2,25 HP a atteint une vitesse de 30 km/h. Le véhicule pesait 150 kg.

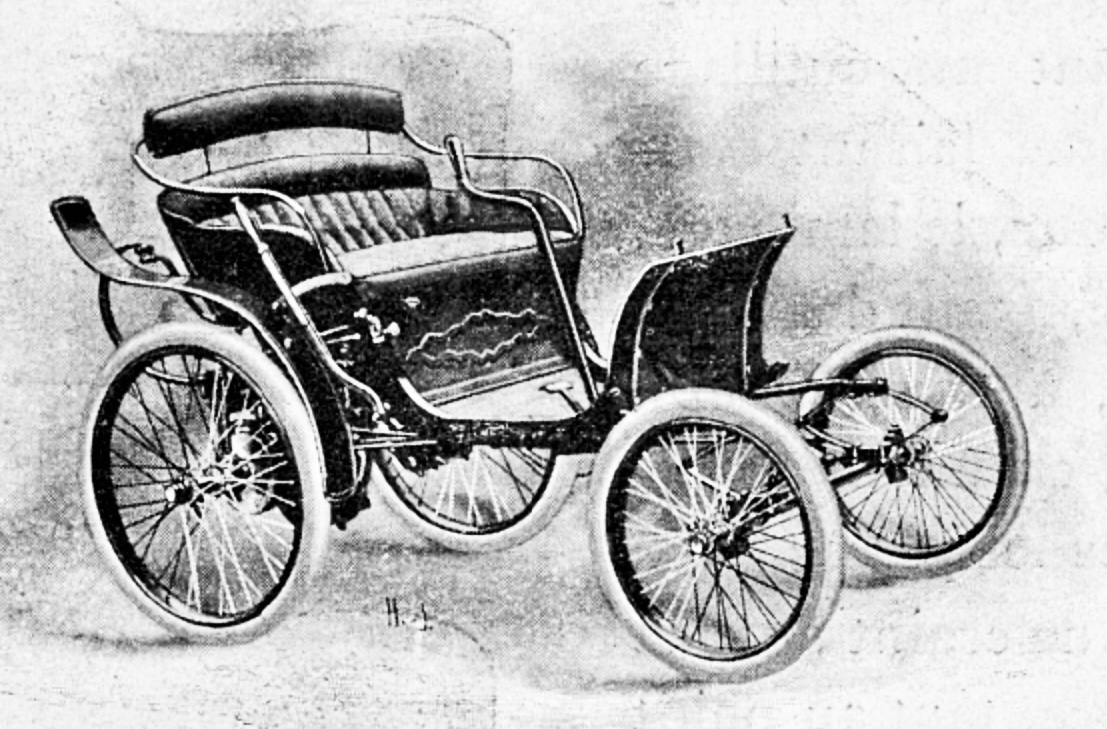
Ernst et C° (1899) 2 1/4 HP